# Malm
Malm (nep. मल्म) – gaun wikas samiti w zachodniej części Nepalu w strefie Dhawalagiri w dystrykcie Baglung. Według nepalskiego spisu powszechnego z 2011 roku liczył on 1067 gospodarstw domowych i 4620 mieszkańców (2571 kobiet i 2049 mężczyzn).